# Staphylococcus saprophyticus
Staphylococcus saprophyticus ist ein grampositives, kugelförmiges Bakterium aus der Gattung Staphylococcus, deren Vertreter auch als Staphylokokken bezeichnet werden. Es gehört zur großen Untergruppe der Staphylokokken, bei denen die Koagulase-Reaktion negativ ausfällt (koagulasenegative Staphylokokken).

## Merkmale

### Erscheinungsbild
In der Gram-Färbung stellt sich Staphylococcus saprophyticus typischerweise in Form von blauen, in Haufen gelagerten Kugeln (Kokken) mit einem Durchmesser von 0,7–1,4 µm dar. Diese sind nicht aktiv beweglich (nicht begeißelt), bilden keine Sporen und verursachen auf Schafblut-Agar keine Hämolyse. Die Kolonien sind dort rund, weiß bis ockergelb gefärbt und werden einige Millimeter groß.

### Wachstum und Stoffwechsel
Die Art wächst mit und ohne Sauerstoff (fakultativ anaerob). Die Katalase-Reaktion fällt positiv aus, die Oxidase-Reaktion negativ. Die Bakterien vermehren sich bei 30 bis 37 °C am schnellsten und sind halotolerant, wachsen also auch in Anwesenheit hoher Salzkonzentrationen (z. B. 10 % Natriumchlorid). Sie sind u. a. mit dem Enzym Urease ausgestattet. Der Energiestoffwechsel kann sowohl oxidativ als auch fermentativ (mittels Gärung) betrieben werden. Unter den beim Menschen vorkommenden Staphylokokken-Arten ist Staphylococcus saprophyticus als eine der wenigen natürlicherweise resistent gegenüber dem Antibiotikum Novobiocin, was man sich auch bei der Identifizierung zu Nutze macht.

### Genetik
Das Genom von Staphylococcus saprophyticus hat eine Länge von 2,5 Millionen Basenpaaren mit einem geringen Gehalt an Guanin und Cytosin (31–33 %). Die komplette Sequenz der Unterart saprophyticus wurde im Jahre 2005 publiziert.

### Pathogenität
Durch die Biostoffverordnung in Verbindung mit den Technischen Regeln für biologische Arbeitsstoffe (TRBA 466) wird Staphylococcus saprophyticus subsp. bovis in die Risikogruppe 1, Staphylococcus saprophyticus subsp. saprophyticus in die Risikogruppe 2 eingeordnet. Es bestehen aber wichtige Unterschiede zu anderen Staphylokokken-Arten, die ebenfalls zur Risikogruppe 2 gehören. So fehlen der Art alle Virulenzfaktoren von Staphylococcus aureus, dafür verfügt Staphylococcus saprophyticus subsp. saprophyticus über ein einzigartiges, in der Zellwand verankertes Adhäsin, das die Anheftung an Zelloberflächen in den Harnorganen des Menschen ermöglicht. Außerdem findet man vermehrt Transportsysteme und eine starke Expression des Enzyms Urease, die jeweils das Überleben im Urin-Milieu erleichtern. Daraus lässt sich insgesamt erklären, dass Staphylococcus saprophyticus subsp. saprophyticus beim Menschen häufig Harnwegsinfektionen, jedoch nur selten andere Infektionen verursacht.

### Nachweise
Die Unterart Staphylococcus saprophyticus subsp. saprophyticus wird in der Regel aus Urinproben von Patientinnen mit einem Harnwegsinfekt angezüchtet. Die Unterart bovis wurde bei 7 % der gesunden Rinder aus den Nüstern nachgewiesen. Als Nährmedien für die Kultur eignen sich Universalnährböden wie z. B. Schafblut-Agar, aber auch Selektivnährböden für grampositive Bakterien wie z. B. CNA-Agar. Besondere Anforderungen an die Kulturbedingungen bestehen nicht. Die vorläufige Identifizierung als Staphylococcus saprophyticus kann anhand folgender Kriterien erfolgen: grampositive Kokken, Katalase positiv, Hämolyse und Koagulase negativ, Pigmentbildung (weiß oder gelb) und Resistenz gegenüber Novobiocin. Die endgültige Identifizierung ist mit biochemischen (manuelle oder automatisierte bunte Reihe), massenspektrometrischen (MALDI-TOF) oder molekulargenetischen (16S-rRNA-Sequenzierung) Methoden möglich. Charakteristische biochemische Eigenschaften, die die Abgrenzung von anderen Staphylokokkenarten ermöglichen, sind dabei Novobiocinresistenz, Vorhandensein von β-Galactosidase (kann bei der Unterart bovis auch fehlen) und Urease sowie das Fehlen der alkalischen Phosphatase und der Säurebildung aus D-Mannose.

## Vorkommen
Die beiden bekannten Unterarten Staphylococcus saprophyticus subsp. saprophyticus und subsp. bovis unterscheiden sich hinsichtlich ihres Vorkommens stark voneinander. Die seit Jahrzehnten bekannte Unterart saprophyticus ist in der Lage, den Mastdarm, die Vagina und die Harnröhre bei gesunden Frauen und verschiedenen Tierarten zu kolonisieren. Eine solche Besiedlung tritt bei etwa 4 bis 8 % der Individuen auf.  Die 1996 erstmals beschriebene Unterart bovis wurde hingegen bei 7 % der gesunden Kühe aus den Nüstern nachgewiesen.
Neben dem Nachweis bei lebenden Tieren wurde Staphylococcus saprophyticus auch aus verschiedenen Lebensmitteln isoliert, in hoher Rate (34 %) z. B. aus rohem Rind- und Schweinefleisch. Man nimmt an, dass die Besiedelung von Menschen durch Tierkontakte und/oder Lebensmittel erfolgt.

## Systematik

### Äußere Systematik
Historisch gehörte die Gattung Staphylococcus zur Familie der Micrococcaceae. Molekulargenetische Verwandtschaftsuntersuchungen zeigten dann aber, dass die Gattungen Staphylococcus und Micrococcus gar nicht eng miteinander verwandt sind. Dies führte dazu, dass die Gattung Staphylococcus 2010 in die neu geschaffene Familie der Staphylococcaceae eingeordnet wurde.
Bei der groben Einteilung der Staphylokokken wird in der medizinischen Mikrobiologie häufig zwischen koagulasepositiven und koagulasenegativen Arten unterschieden, wobei S. saprophyticus zu den koagulasenegativen Staphylokokken gehört. Diese lassen sich wiederum hinsichtlich ihrer Empfindlichkeit gegenüber Novobiocin einteilen, wobei die Arten der Staphylococcus-epidermidis-Gruppe zumeist empfindlich sind, S. saprophyticus (neben Staphylococcus cohnii und einigen vorwiegend im Tierreich vorkommenden Arten) hingegen stets resistent („Staphylococcus-saprophyticus-Gruppe“).

### Innere Systematik
Die zwischen 1940 und 1996 beschriebenen Bakterien der Art Staphylococcus saprophyticus werden heute zur Unterart Staphylococcus saprophyticus subsp. saprophyticus gezählt, die die bei weitem häufigere und wichtigere der beiden Unterarten ist. Die Bedeutung der 1996 neu bei Rindern beschriebenen Unterart bovis ist noch nicht klar.

### Etymologie
Der Gattungsname Staphylococcus leitet sich von den altgriechischen Worten σταφυλή staphylé ‚Weintraube‘ und κόκκος kókkos ‚Kern‘, ‚Korn‘ ab, wobei sich ‚Weintraube‘ auf die typische Lagerung in Trauben bzw. Haufen und ‚Kern‘ bzw. ‚Korn‘ auf die Kugelform bezieht. Das Art-Epitheton saprophyticus kommt ebenfalls aus dem Altgriechischen und setzt sich aus σαπρός saprós ‚faul‘, ‚verfault‘ und φυτόν phytón ‚Pflanze‘ zusammen. Als Saprophyten wurden früher Bakterien bezeichnet, die in einer Symbiose mit ihrem Wirt leben und sich von Stoffen ernähren, die dieser nicht selbst verwerten kann (heute als Saprobionten bezeichnet). Der Name der Unterart bovis kommt vom lateinischen bos ‚Rind‘, was sich auf den Erstnachweis aus Rindernüstern bezieht.

## Bedeutung
Eine wesentlich Bedeutung kommt Staphylococcus saprophyticus als relativ häufiger Erreger von Harnwegsinfektionen bei Frauen zu. Darüber hinaus ist die Bakterienart Bestandteil der Normalflora von Mensch und Tier.

### Ökologie
Die Beziehung zwischen Staphylococcus saprophyticus und seinen Wirten wie Mensch, Rind und Schwein ist in den meisten Fällen friedlich im Sinne einer Symbiose. Hier findet man die Bakterienart am häufigsten als Teil der Normalflora des Mastdarmes, beim Menschen auch in der Vagina, in der Harnröhre, auf der Haut und der Bindehaut.

### Medizin

#### Infektionsquellen
Die vorhandene wissenschaftliche Evidenz über Harnwegsinfektionen durch Staphylococcus saprophyticus subsp. saprophyticus lässt folgendes Modell des Infektionsweges zu: Zunächst kommt es durch direkten Tierkontakt oder Verzehr nicht ausreichend gegarten Fleisches zu einer Kolonisation des Darmes durch die Bakterienart. Bereits diese tritt besonders bei jungen Frauen auf, mit einer saisonalen Häufung im Sommer und Herbst. Von dieser Besiedlung ausgehend kann es bei einem Teil der Frauen zu einer Harnwegsinfektion kommen, besonders häufig nach vorausgegangenem Geschlechtsverkehr. Die unmittelbare Infektionsquelle ist dabei nach gegenwärtigen Erkenntnissen der eigene Darm bzw. die eigenen Harn- und Geschlechtsorgane, nicht ein infizierter Partner. Die Besiedelung der Harn- und Geschlechtsorgane durch Staphylococcus saprophyticus kann dabei durch Störungen der physiologischen Vaginalflora begünstigt werden.

#### Infektionskrankheiten
Besonders häufig verursacht Staphylococcus saprophyticus subsp. saprophyticus eine Harnwegsinfektion bei jungen Frauen. Hier ist die Bakterienart nach Escherichia coli der zweithäufigste Erreger, wobei der Anteil in der Literatur mit 8–42 % angegeben wird. In den meisten Fällen handelt es sich um unkomplizierte Blasenentzündungen, aufsteigende Infektionen wie Nierenbeckenentzündung und Urosepsis („Blutvergiftung“) mit Komplikationen wie Harnsteinleiden oder Endokarditis (Herzinnenhautentzündung) sind aber ebenfalls beschrieben. Schließlich kommt Staphylococcus saprophyticus auch als Erreger von Harnwegsinfektionen bei Männern vor. Bei Männern ist die Bakterienart auch als Erreger einer unspezifischen Entzündung der Harnröhre (Urethritis) beschrieben.

#### Therapie
Bei Harnwegsinfektionen durch Staphylococcus saprophyticus wird in aller Regel mit einem Antibiotikum behandelt. Die Auswahl eines geeigneten Medikaments ist dabei in den meisten Fällen unproblematisch, da die Bakterienart typischerweise empfindlich auf eine Vielzahl von Antibiotika ist. Geeignete Wirkstoffe sind unter anderem Trimethoprim (alleine oder in Kombination mit Sulfamethoxazol als Cotrimoxazol) oder auch Ciprofloxacin.